# Танок на майдані Конґо
«Тано́к на майда́ні Ко́нґо» («ТНМКо́нґо», ТНМК; с укр. — «Танец на площади Конго») — украинская музыкальная группа, играющая хип-хоп с элементами джаза, рока и фанка. Первый прообраз группы создали 14 июня 1989 года.

## История
Группа основана в 1989 году Александром Сидоренко («Фоззи») и Константином Жуйковым. Тогда была придумана идея группы «Новые Дома́» (по названию харьковского исторического района). В трудовом лагере, обмениваясь текстами народно-пацанско-уличных песен, они решили, что стоит попробовать писать что-то своё. Через несколько дней у ребят было уже около 10 песен, которые они записали в радиорубке. Эти записи не сохранились.
На церемонии закрытия лагеря состоялось первое выступление группы, после чего было решено собрать полную группу в школе № 11 — там, где и учились основатели.
Первый состав

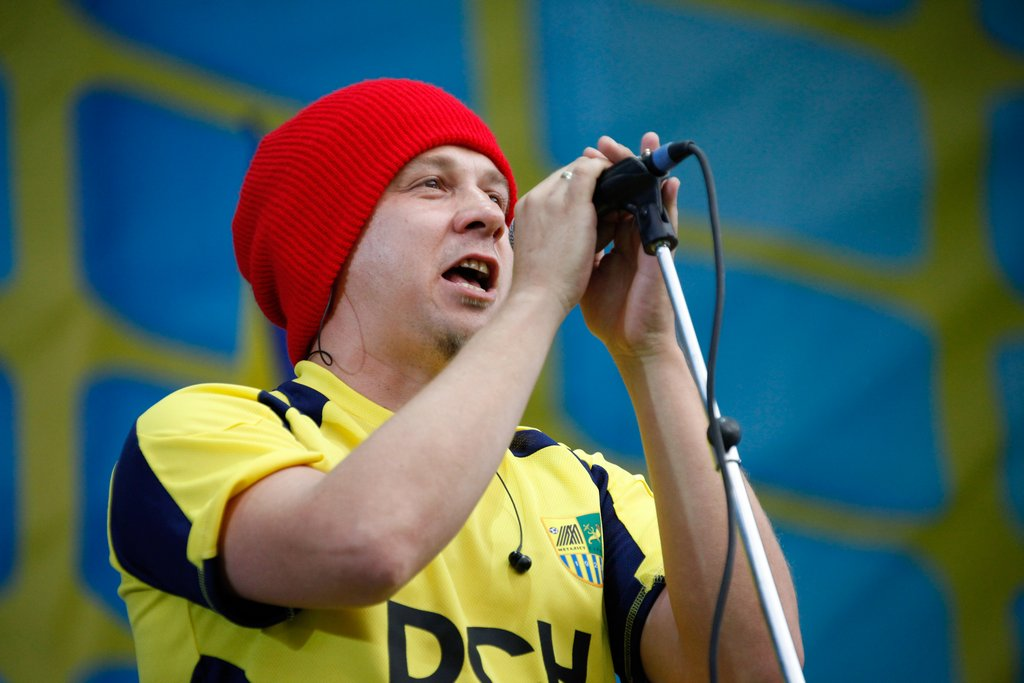
Александр Сидоренко — «Фоззи»

- Александр Сидоренко — гитара, вокал
- Константин Жуйков — бас-гитара
- Дмитрий Семенко — ударные
- Иван Рыков — гитара

В дальнейшем на творчество группы сильно повлияло быстро распространившееся в начале 1990-х годов на территории всего постсоветского пространства течение афро-американской музыки «хип-хоп», яркими представителями которой были в России тогда Богдан Титомир и Кристиан Рэй, а на Украине — поп-дуэт «Вечерняя школа».
Первый по-настоящему творческий успех пришёл уже после победы на двух престижных молодёжных фестивалях Украины — «Червона рута» («Красная рута», харьковский финал, 1997) и «Перлини сезону» («Жемчужины сезона», 1998).
В дальнейшем коллектив дважды получил премию «Золотая Жар-птица» как лучший альтернативный проект и Yuna-2017 за особые достижения в музыке.

## Состав

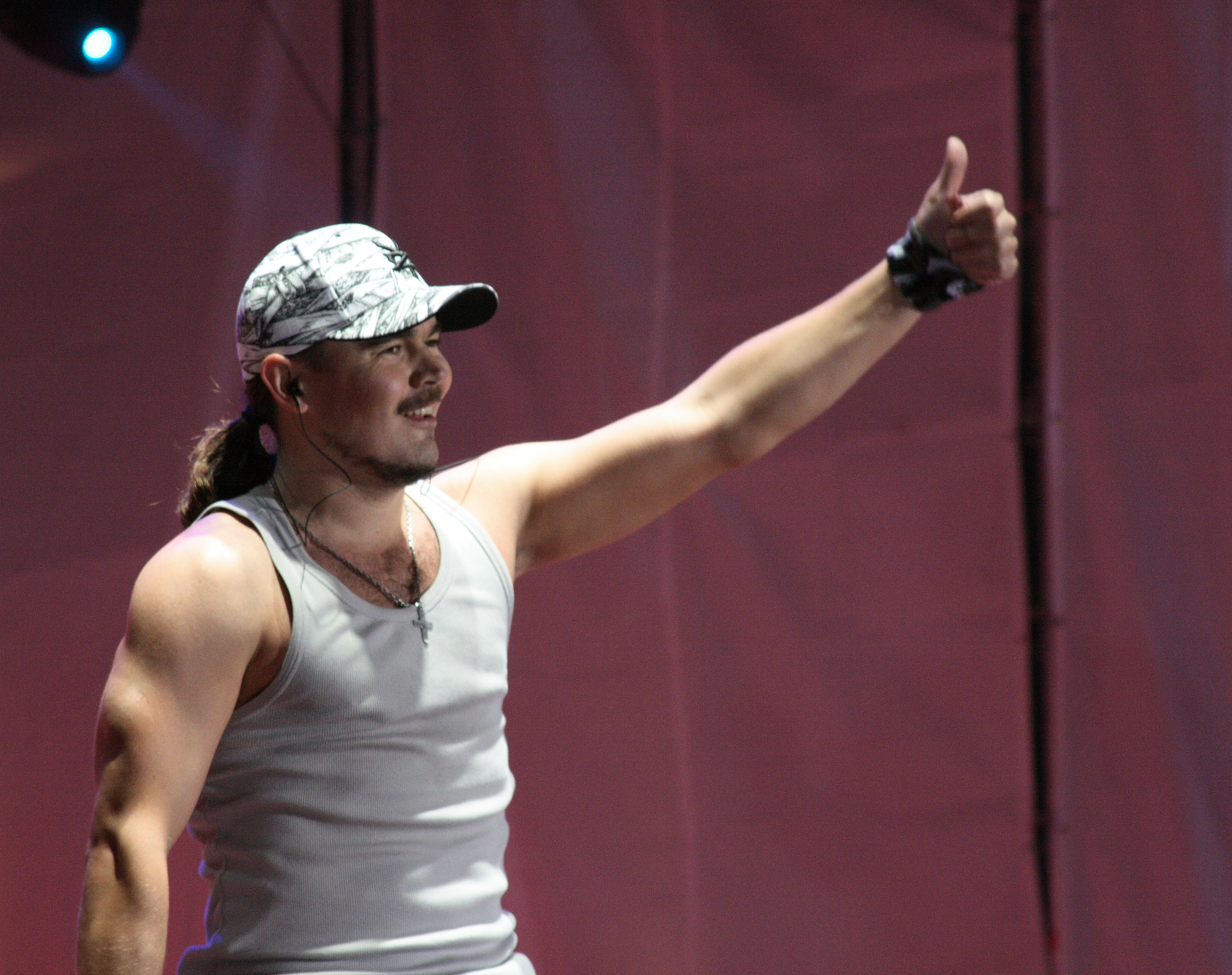
Олег Михайлюта — «Фагот»

- Олег «Фагот» Михайлюта — вокал, саунд-продюсинг (с 1995 года)
- Александр «Фоззи» Сидоренко — вокал, тексты (с 1989 года)
- Константин «Котя» Жуйков — бас (с 1989 года)
- Эдуард «Диля» Приступа — вокал (1997—2004)
- Ярослав «Ярик» Верёвкин — гитара
- Виктор «Витольд» Корженко — барабаны
- Алексей «Лёпа» Саранчин — фортепиано, перкуссия
- Антон «Тоnique» Батурин — диджеинг
- Александр «Зи» Зенькович — гитара
- Александр Шиманский — клавишные, труба

## Дискография

### Номерные альбомы
- 1998 — «Зроби мені хіп-хоп[укр.]»
- 2001 — «Неформат[укр.]»
- 2003 — Jazzy (Live in 44)[укр.]
- 2004 — «Пожежі міста Вавілон[укр.]»
- 2005 — «Сила[укр.]»
- 2010 — «С.П.А.М.[укр.]»
- 2014 — «Дзеркало[укр.]»
- 2018 — «7»
- 2021 — «ВАТРА red»
- 2023 — «Godmode»
- 2024 — «ВАТРА black»

### Специальные проекты
- 2003 — «RеФорматЦія[укр.]»
- 2004 — «ТНМКонґо & Схід-Side — Jazzy»
- 2007 — Golden Hits
- 2008 — «RеФорматЦія-2»
- 2009 — «RеФорматЦія-2.2»
- 2012 — Double Trouble

### Макси-синглы
- 2004 — «Вода/L’eau»
- 2005 — «Забув»
- 2010 — «Проїхали»

### DVD
- 2006 — «Танок на Майдані Конґо. Віdеокліпи»
- 2006 — «ШоПопалоШоу. Історія ТНМК в трьох частинах»

### Клипы
- 1998 — «Зроби мені хіп-хоп» (режиссёры Сергей Андрюнин, Фагот)
- 1998 — «Дибани мене» (режиссёр Фагот)
- 1999 — «Зачекай» (режиссёр Виктор Придувалов)
- 2001 — «По барабану» (режиссёр Виктор Придувалов)
- 2001 — «А море де?» (режиссёр Сергей Андрюнин)
- 2001 — «ПоRАРалося серце» (режиссёр Виктор Придувалов)
- 2001 — «Люба Люба» (режиссёр Ярослав Пилунский)
- 2002 — «Восени» (режиссёр Виктор Придувалов)
- 2002 — «ЖуПан (remix)» (режиссёр Виктор Придувалов)
- 2004 — «Нет ничего хуже» — ВИА Гра vs ТНМК (режиссёр Семён Горов)
- 2004 — «Вода» (режиссёр Виктор Придувалов)
- 2004 — «Арешт» (режиссёр Тарас Химич)
- 2004 — «En Automne» (режиссёр Фагот)
- 2005 — «Та ти шо» (режиссёр Тарас Химич)
- 2005 — «ТІкаю» (режиссёр Виктор Придувалов)
- 2005 — «Забув» (режиссёр Виктор Придувалов)
- 2005 — «Гранули» (режиссёр Александр Игудин)
- 2006 — «Відривайся» (режиссёр Руслан Бальтцер)
- 2007 — «Молодець» (режиссёр Сергей Солодкий)
- 2007 — «Гранули-мікс» (режиссёр ТНМК vs Банги Хэп)
- 2007 — «Мушу йти» (режиссёр Фагот)
- 2008 — «Мушу йти — mix» (режиссёр Фагот)
- 2008 — «Банзай» — ТНМК на Sziget (режиссёр Кадим Тарасов)
- 2008 — «Темно» (режиссёр Фагот)
- 2009 — «Ты-то кто?» Татьяна Зыкина vs ТНМК (режиссёр Фагот)
- 2010 — «Проїхали» (режиссёр Ольга Навроцкая)
- 2011 — «Qari Qris» Mgzavrebi vs ТНМК (режиссёр Ольга Навроцкая)
- 2011 — «Шоколад» (режиссёр Ольга Навроцкая)
- 2012 — «Новина» (режиссёр Максим Ксёнда)
- 2012 — «Все по 8 гривен» (режиссёр Фагот)
- 2013 — «Фідель» (режиссёр Фагот)
- 2013 — «Хоча я є» (режиссёр Фагот)
- 2014 — «В наступному» (режиссёр Фагот)
- 2015 — «Гупало Василь» ТНМК, детский ансамбль «Зернятко» и Ярослав Джусь (бандура) (фильммейкер Александр Даниленко)
- 2016 — «Українська мрія» (режиссёр Фагот)
- 2016 — «Небокрай» (режиссёр Кадим Тарасов, Виктор Скуратовский)
- 2017 — «Дзеркало» (режиссёр Дима Манифест и Дмитрий Шмурак)
- 2018 — «Янголи» (режиссёр Ольга Навроцкая)
- 2018 — «Мій Демон» (режиссёр Дима Манифест та Дмитрий Шмурак)
- 2018 — «Друга новина» (режиссёр — Фагот, «Бобот та енергія Всесвіту» OST)
- 2019 — «Ми смішили бога» (Клип — Сашко Даниленко)
- 2019 — «Історія України за 5 хвилин» (режиссёр — Виктор Придувалов)
- 2020 — «Контакт» (режиссёр — Мария Оз)
- 2021 — «Весну» (режиссёр — Ольга Навроцкая)
- 2021 — «ПМ'ТЙ» (режиссёр — Ярослав Пилуцкий)
- 2021 — «Пірати» (режиссёр — Елена Божко)
- 2022 — «Доми» (режиссёр — Катерина Дзюба)
- 2022 — «Мамо» (режиссёр — Владимир Шкляревский)
- 2022 — «Енергодар — це Україна!» (режиссёр — Юрий Ковалев)
- 2022 — «Моя зброя» (режиссёр — Дмитрий Кухарук)
- 2023 — «Дивись, куди ідеш» (режиссёр — Александр Корешков)
- 2023 — «Плюс-Плюс (++)» (режиссёр — Виктор Придувалов)

## Факты
- «ТНМК» исполняет песню в заставке  мультсериала «Котопёс» в украинском переводе
- «ТНМК» сотрудничал с коллективом 5’Nizza и с пост-продакшеном Mental Drive Studio.
- «ТНМК» принимали участие в съёмке фильма «Ненасытные» в проходной роли раскрутившейся группы.
- Также являются авторами гимна футбольной команды «Металлист».
- В 2012 году Фагот и Фоззи стали ведущими телевизионного канала «1+1»: Фагот рассказывает музыкальные новости в эфире утреннего шоу «Завтрак с 1+1», а Фоззи ведёт украинскую версию знаменитого тревел-шоу The Amazing Race.